# قنانة

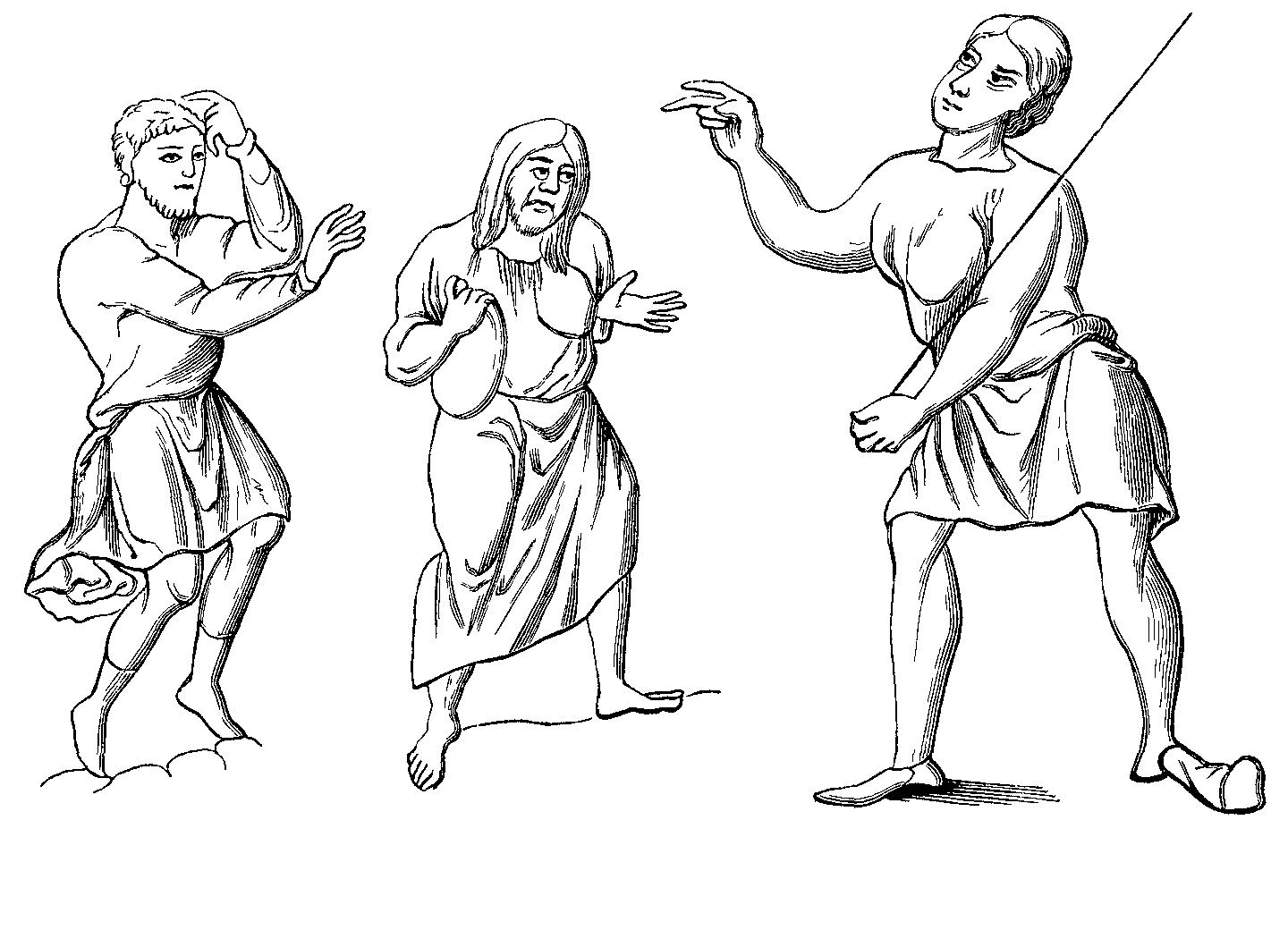
أزياء الأقنان بين القرنين السادس والثاني عشر

القنانة هو وضع اجتماعي اقتصادي لطبقة الفلاحين في ظل الإقطاع. كانت حالة من الرق أو العبودية المعدلة ظهرت أولا في أوروبا خلال العصور الوسطى. وكان القن يجبر على العمل في حقول ملاك الأراضي، في مقابل الحماية والحق في العمل في الحقول المستأجرة.
لم تكن القنانة تنطوي على عمل الحقول فقط، وبل أيضا مختلف الأعمال المتعلقة بالزراعة، مثل الحراجة والنقل (سواء البري أو النهري) والحرف اليدوية وحتى في الإنتاج. شكلت الضيع الإقطاعية خلال هذه الفترة الوحدة الأساسية للمجتمع، وكل من اللورد وأقنانه ملزمين قانونيا واقتصاديا واجتماعيا. الأقنان الذين كانوا ملزمين بالعمل في الأرض ؛ شكلوا الطبقة الاجتماعية الأدنى من المجتمع الإقطاعي. كما عرف القن بأنه رقيق على أرض سيد إقطاعي وتنتقل ملكيته من هذا السيد إلى أيما سيد آخر قد تؤول ملكية تلك الأرض إليه. ونشأ الإقطاع في أوروبا من الرق الزراعي أيام الامبراطورية الرومانية المتأخرة، وانتشر عبر أوروبا حوالي القرن العاشر ؛ ازدهر في أوروبا خلال العصور الوسطى واستمر حتى القرن التاسع عشر.
بعد عصر النهضة، أصبحت القنانة نادرة شيئا فشيئا في معظم أوروبا الغربية ولكن كانت قوية في أوروبا الوسطى والشرقية (و عرفت هذه الظاهرة باسم "القنانة المتأخرة"). في انكلترا استمرت قانونيا حتى القرن السابع عشر، وفي فرنسا حتى عام 1789. حطم الموت الأسود النظام الاجتماعي المعمول به إلى حد ما وأضعفت القنانة. في أوروبا الشرقية استمر النظام حتى منتصف القرن التاسع عشر. ولم ينشأ إقطاع في السويد وفنلندا والنرويج والقنانة لم تكن موجودة.
كان الأقنان يكسبون حريتهم بإحدى أربع طرق : الإعتاق، أو شراء الحرية بالمال، أو الخدمة العسكرية، أو الموت.

## التاريخ
كانت المؤسسات الاجتماعية المشابهة للقِنانَة معروفة في العصور القديمة. كان وضع الهيلوتس في دويلة إسبرطة اليونانية القديمة يشبه وضع الأقنان في العصور الوسطى. واجهت الإمبراطورية الرومانية نقصًا في العمالة بحلول القرن الثالث بعد الميلاد. واعتمد كبار مُلّاك الأراضي الرومان بتزايد على الأحرار الرومان، الذين يعملون بصفتهم مزارعين مستأجِرين، بدلًا من العبيد لتوفير العمالة.
شهد هؤلاء المزارعون المستأجرون، الذين عُرفوا في النهاية باسم الكولوني تدهور حالتهم بشكل مُطَّرِد. اذ أصبح من غير الملائم إداريًا للقرويين مغادرة الأرض التي تم إحصاؤهم فيها في التعداد لأن النظام الضريبي الذي نفذه ديوكلتيانوس كان يفرض الضرائب على أساس كل من الأرض وسكانها.    
بدأت القنانة في العصور الوسطى واقعيًا مع تفكك الإمبراطورية الكارولنجية في القرن العاشر تقريبًا. شجع الأسياد الإقطاعيون الأقوياء تأسيس القنانة لتكون مصدرًا للعمالة الزراعية خلال هذه الفترة. كانت القنانة في الواقع مؤسسة تعكس ممارسة شائعة إلى حد ما، إذ كان كبار ملاك الاراضي على يقين من أن هناك من يعملون لإطعامهم وهم مجبرين قانونيًا واقتصاديًا في أثناء ذلك.
وفّر هذا الترتيب أغلب العمالة الزراعية طيلة العصور الوسطى التي استمرت فيها العبودية لكن بصفة نادرة.
بدأت القنانة تختفي غرب نهر الراين في أواخر العصور الوسطى، حتى مع انتشارها في أوروبا الشرقية. وصلت القنانة إلى أوروبا الشرقية بعد قرون من أوروبا الغربية - وأصبحت مهيمنة حوالي القرن الخامس عشر. أُلغيت القنانة أثناء الحروب النابليونية في العديد من هذه البلدان في أوائل القرن التاسع عشر، مع أنها استمرت في بعضها حتى منتصفه أو أواخره.

## أصل التسمية
نشأت كلمة serf (قِنّ) من الكلمة الفرنسية الوسطى serf واشتُقت من الكلمة اللاتينية servus (عبد). كان من يسمى الآن بالأقنان يُشار إليهم عادةً باللاتينية باسم coloni (كولوني) في العصور القديمة المتاخرة ومعظم العصور الوسطى. ومع اختفاء العبودية تدريجيًا وتطابق الوضع القانوني لـ servi (العبيد) تقريبًا مع وضع coloni (كولوني)، تغير معنى المصطلح إلى المفهوم الحديث «serf». تم تثبيت كلمة «serf» لأول مرة في اللغة الإنجليزية في أواخر القرن الخامس عشر، ووصلت إلى تعريفها الحالي في القرن السابع عشر. ابتُدِع مصطلح Serfdom (قنانة) في عام 1850.

## التبعية والرتب الدنيا
كان للأقنان مكانة معينة في المجتمع الإقطاعي، مثلما كان الحال مع البارونات والفرسان: كان القن يقيم ويزرع قطعة أرض داخل مزرعة قصر سيده مقابل الحماية. وهكذا فقد أظهرت المانورالية درجة من المعاملة بالمثل.   
كانت إحدى المبررات هي أن الأقنان والأحرار «يعملون من أجل الجميع» في حين أن الفارس أو البارون «يقاتل من أجل الجميع» ورجل الدين «يصلي من أجل الجميع»؛ وهكذا كان لكل شخص مكان (انظر طبقات المجتمع الأوروبي في العصر القديم). كان القن مع ذلك هو الأسوأ تغذيةً ومكافأةً، مع أنه كان يتمتع بحقوق معينة في الأرض والممتلكات على عكس العبيد.
لم يكن بوسع سيد القصر أن يبيع أقنانه كما يمكن أن يبيع الروماني عبيده. ومن ناحية أخرى، إذا اختار التخلص من قطعة أرض، فإن الأقنان المرتبطين بهذه الأرض يظلون بها لخدمة سيدهم الجديد؛ وببساطة، كانوا يباعون ضمنًا بالجملة وبصفتهم جزءًا من قطعة أرض. حافظ هذا النظام الموحد للسيد على المعرفة المكتسبة منذ فترة طويلة بالممارسات المناسبة للأرض. واضافة الى ذلك، لم يكن بوسع القن أن يتخلى عن أراضيه دون إذن، ولم يكن يمتلك لها سند ملكية قابل للبيع.

### البدء
كان الرجل الحر يصبح قنًا بالقوة أو الضرورة عادةً. وفي بعض الأحيان كانت القوة الجسدية والقانونية الأكبر التي يتمتع بها أحد الأقطاب المحليين ترهب الملاك الصرف أو الملاك التخصيصيين. وكثيرًا ما كانت سنوات قليلة من إخفاق المحاصيل أو الحرب أو السطو تجعل الشخص غير قادر على شق طريقه بنفسه. كان بوسعه أن يعقد صفقة مع سيد أحد القصور في مثل هذه الحالة. وفي مقابل الحصول على الحماية، كانت خدمته مطلوبة: بالعمل أو الإنتاج أو النقود أو مزيج من كل ذلك. وأصبحت هذه الصفقات رسمية في مراسم تعرف باسم «القُنُونَة»، إذ يضع القن رأسه بين يدي السيد، على غرار مراسم الامتثالية حيث يضع المقطع يديه بين يدي سيده الكبير. وكانت هذه الأقسام تربط السيد وقنه الجديد بعقد إقطاعي وتحدد شروط اتفاقهما. وكثيرًا ما كانت هذه الصفقات صارمة.

ينص «قسم ولاء» أنجلوسكسوني في القرن السابع على ما يلي:
«والرب الذي بين يديه هذا الحرم مقدّس، سأكون صادقًا ومخلصًا لفلان، وسأحب كل ما يحب واجتنب كل ما يجتنب، وفقًا لقوانين الرب ونظام العالم. ولست صانعًا ما لا يرضيه قولًا أو فعلًا، في نية أو عمل، شرط أن يعاملني بما استحق، وأن يفعل كل شيء وفق اتفاقنا حين خضعت له وسلمت لإرادته.»
كان التحول إلى قن التزامًا يشمل جميع جوانب حياة القن. وكان الأطفال المولودين لأقنان يرثون مكانتهم، ويعدون مولودين أقنانًا. وبتحملهم واجبات القنانة، كان الناس يربطون أنفسهم وذريتهم.

### الواجبات
كان القن العادي (باستثناء العبيد أو الكوترز) يدفع رسومه وضرائبه في شكل عمل مناسب موسميًا. وعادةً ما يُخصص جزء من الأسبوع لحرث الحقول الواقعة في نطاق ملكية سيده، وحصاد المحاصيل، وحفر الخنادق، وإصلاح الأسوار، وغالبًا ما كان يعمل في القصر. وكان القن يقضي بقية وقته في رعاية حقوله ومحاصيله وحيواناته من أجل إعالة أسرته. وكانت أغلب أعمال القصر مقسمة وفقًا للجنس خلال أوقات منتظمة من العام. وكان من المتوقع أن تعمل الأسرة كلها في الحقول خلال موسم الحصاد.
كانت إحدى الصعوبات الرئيسة التي واجهت حياة القن هي أن عمله لدى سيده كان يتزامن مع وله الأولوية على العمل الذي كان عليه أن يؤديه على أراضيه الخاصة: فعندما تكون محاصيل السيد جاهزة للحصاد، تكون محاصيله جاهزة أيضًا. من ناحية أخرى، كان القن لدى السيد الرحيم يتطلع إلى أن يحصل على طعام جيد أثناء خدمته؛ وكان السيد الذي يفتقر إلى البصيرة هو الذي لم يوفر وجبة كبيرة لأقنانه أثناء أوقات الحصاد والزراعة. وفي مقابل هذا العمل في أرض السيد، كان للأقنان امتيازات وحقوق معينة، بما في ذلك على سبيل المثال الحق في جمع الأغصان الميتة - وهو مصدر أساسي للوقود - من غابات سيدهم.
كان القن ملزمًا بدفع بعض الضرائب والرسوم إضافةً إلى الخدمة. وكانت الضرائب تستند إلى القيمة المقدرة لأراضيه وممتلكاته. وكانت الرسوم تُدفع عادة في هيئة منتجات زراعية وليس نقدًا. وكانت أفضل حصة قمح من محصول القن تذهب غالبًا إلى مالك الأرض. وكان صيد الحيوانات البرية على ممتلكات السيد محظورًا عامةً. ربما كانت الأسرة الفلاحية تدين بدزينة بيض إضافية في عيد القيامة، وفي عيد الميلاد ربما تُطلب منها إوزة أيضًا. كانت ضرائب إضافية تُدفع للسيد بصفتها شكلًا من أشكال البدل الاقطاعي عندما يموت أحد أفراد الأسرة، لتمكين الوريث من الاحتفاظ بالحق في زراعة ما يملكه من أرض. وكانت أي فتاة شابة ترغب في الزواج من قن خارج قصر سيدها تُجبر على دفع رسوم مقابل الحق في ترك سيدها، وتعويضًا عن عملها الضائع.
وكثيرًا ما كانت هناك اختبارات تعسفية للحكم في قيمة مدفوعاتهم الضريبية. قد يجب على الدجاجة على سبيل المثال أن تكون قادرة على القفز فوق سياج بارتفاع معين لكي تُعتَبر كبيرة السن أو جيدة بما يكفي لتثمَّن لأغراض ضريبية. وكانت القيود التي يفرضها نظام القنانة على الاختيار الشخصي والاقتصادي تُفرَض من خلال أشكال مختلفة من القانون العرفي الإقطاعي والإدارة المانورالية وبارون المحكمة.
كانت إمكانية إلزام الأقنان بموجب القانون في أوقات الحرب أو الصراع بالقتال من أجل أراضي وممتلكات سيدهم موضوعا للنقاش. فقد يكون مصيرهم غير مؤكد في حال هزيمة سيدهم، لذا فمن المؤكد أن القن كان له مصلحة في دعم سيده.

### الحقوق
تمتع الأقنان بحقوق ومكانة أكبر من أولئك الذين كانوا عبيدًا، لكنهم خضعوا لعدد من القيود القانونية التي فرقتهم عن الأحرار. وفي إطار هذه القيود، كان القن يتمتع ببعض الحريات. ومع أن الحكمة الشائعة تقول إن القن لا يملك «سوى بطنه» ــ حتى ملابسه كانت ملكًا لسيده بموجب القانون ــ فقد كان القن قادرًا على تجميع الممتلكات الشخصية والثروة، وأصبح بعض الأقنان أكثر ثراءً من جيرانهم الأحرار، مع أن هذا نادر الحدوث. بل إن القن المُوسِر قد يكون قادرًا على شراء حريته.
كان بإمكان القن أن يزرع المحصول الذي يراه مناسبًا في أرضه، مع أن الضرائب التي يدفعها القن كانت تُدفع غالبًا بالقمح. وكان يبيع الفائض في السوق.
لم يكن بوسع مالك الأرض أن يطرد أقنانه دون سبب قانوني وكان من المفترض أن يحميهم من نهب اللصوص أو غيره من الأسياد، وكان من المتوقع أن يدعمهم بالصدقات في أوقات المجاعة. وكان العديد من هذه الحقوق يؤخذ بواسطة القن في المحكمة المانورالية.